# Todesstrafe in Tansania
Die Todesstrafe ist eine gesetzliche Strafe in Tansania. In Tansania gibt es zwei Verbrechen, die zur Todesstrafe führen können: Verrat und Mord. Die Todesstrafe ist die erforderliche Strafe für Mord.
Seit 1995 wurden keine Hinrichtungen mehr durchgeführt.
Am 19. Juli 2019 entschied der Oberste Gerichtshof von Tansania, dass „es nicht genügend Beweise gibt, um die Todesstrafe anzufechten.“
Es wird angenommen, dass 2021 in Tansania neue Urteile verhängt wurden, obwohl die Zahl unbekannt ist. Ende 2021 sollen in Tansania mindestens 480 Menschen zum Tode verurteilt gewesen sein.